# Apocalyptica (album)
Pour les articles homonymes, voir Apocalyptica (homonymie).
Albums de Apocalyptica
Reflections
(2003) Amplified: A Decade of Reinventing the Cello
(2006)
Apocalyptica est le cinquième album du groupe finlandais éponyme Apocalyptica sorti en janvier 2005. On notera la présence de plusieurs invités sur cet album tels que Lauri Ylönen (The Rasmus), Ville Valo (HIM), Manu (Dolly), Marta Jandová, ou encore Dave Lombardo (Slayer).

## Liste des morceaux
1. Life Burns ! (chanté par Lauri Ylönen) – 3.06
2. Quutamo – 3.28
3. Distraction – 3.56
4. Bittersweet (chanté par Lauri Ylönen et Ville Valo) – 4.26
5. Misconstruction – 3.56
6. Fisheye – 4.09
7. Farewell – 5.33
8. Fatal Error – 2.59
9. Betrayal/Forgiveness – 5.13
10. Ruska – 4.39
11. Deathzone – 10.15
12. En Vie (chanté par Manu)

### Chansons présentes sur l'édition spéciale
1. How Far
2. Wie Weit

chantées par Marta Jandová